# Вулиця Смольського (Львів)
Ву́лиця Григо́рія Смо́льського — вулиця у Личаківському районі міста Львова, в місцевості Личаків. Сполучає вулиці Личаківську та Тараса Бобанича. Нумерація будинків починається від вулиці Личаківської.

## Назва
Початково з 1892 року мала назву Ґроттґера, на честь польського живописця Артура Ґроттґера. З жовтня по грудень 1945 року мала назву Васильківського на честь українського художника Сергія Васильківського, а у грудні 1945 року повернена передвоєнна назва Ґроттґера. У 1950 році перейменовано на Васнецова, на честь російського художника Віктора Васнецова. Сучасна назва від 1993 року, на честь українського художника Григорія Степановича Смольського.

## Забудова
В архітектурному ансамблі вулиці Смольського переважає віденська сецесія кінця XIX—початку XX століття. Декілька будинків внесено до Реєстру пам'яток архітектури місцевого значення м. Львова.

Меморіальна таблиця Григорію Смольському (вул. Смольського, 1а)

### Будівлі
№ 1а — триповерхова кам'яниця, споруджена у 1908—1909 роках у стилі постсецесії за проєктом архітектора Тадеуша Мостовського для купецької родини Дрекслерів, про що свідчить інформаційна табличка встановлена на рівні вікон першого поверху. У 2013 році на фасаді будинку була встановлена меморіальна таблиця видатному українському художнику, громадському діячеві і краєзнавцю Григорію Смольському, котрий мешкав і творив у цьому будинку у 1941—1985 роках. Замовником на проєктування, виготовлення та встановлення меморіальної таблиці є родина Смольських. У ніч з 24 на 25 червня 2015 року на вулиці Смольського, 1а невідомими особами було викрадено меморіальну таблицю. Станом на липень 2023 року на місці вкраденої встановлено нову меморіальну таблицю аналогічну її попередниці.
№ 3 — триповерхова кам'яниця споруджена у 1892 році за проєктом Фелікса Дибуся. У 2018 році за підтримки ЛКП «Бюро спадщини» столяр-реставратор виконав Ростислав Малецький виконав реставраційні роботи дерев'яної вхідної брами будинку. Будинок внесений до Реєстру пам'яток архітектури місцевого значення під охоронним № 558-м.
№ 4 — до березня 2008 року в будинку функціював Франківський районний центр зайнятості, нині тут міститься ЛКП «Інститут Просторового Розвитку». 
№ 5 — триповерхова кам'яниця споруджена у 1892 році. Будинок внесений до Реєстру пам'яток архітектури місцевого значення під охоронним № 559-м.
№ 6 — кам'яниця збудована у 1892 році за проєктом Фелікса Дибуся для пансіонату «Ґроттгер». Кам'яниця оздоблена елементами неороманського і неоготичного стилів, а стіни його залишені нетинькованими. Будинок внесений до Реєстру пам'яток архітектури місцевого значення під охоронним № 1579-м.
№ 7 — триповерхова кам'яниця споруджена у 1892 році. У травні—червні 2020 року за підтримки ЛКП «Бюро спадщини» фахівці відновили дерев'яну вхідну браму будинку. Будинок внесений до Реєстру пам'яток архітектури місцевого значення під охоронним № 560-м.
№ 8 — триповерхова кам'яниця, споруджена у 1890—1891 роках за проєктом Вінцентія Кузневича для Зиґмунта Смолевича у стилі еклектичного історизму. Фасад кам'яниці вкритий багатим декором. Портал вхідної брами прикрашений алегоричними фігурами в античних шатах (жінка з чашею та чоловік з книжкою) авторства Леонарда Марконі. Під карнізом вміщена монограма власниці реальності Марії Яворської («MJ»). Будинок внесений до Реєстру пам'яток архітектури місцевого значення під охоронним № 561-м.
№ 10 — в будинку міститься Територіальна служба контролю за переміщенням культурних цінностей через державний кордон України.

## Транспорт
По вулиці організовано односторонній рух автотранспорту у напрямку від вулиці Личаківської до вулиці Тараса Бобанича.